# Trận Cẩm Sa
Trận Cẩm Sa là một phần của cuộc chiến tranh Tây Sơn-Chúa Trịnh vào cuối thế kỷ 18 trong lịch sử Việt Nam giữa chúa Trịnh và chính quyền Tây Sơn của Nguyễn Nhạc.

## Bối cảnh
Chúa Trịnh và chúa Nguyễn lấy sông Gianh làm ranh giới chia cắt Đại Việt thành Đàng Trong và Đàng Ngoài từ cuối thế kỷ 17. Một trăm năm sau, anh em Tây Sơn do Nguyễn Nhạc cầm đầu nổi dậy chống lại họ Nguyễn, đánh chiếm phủ thành Quy Nhơn và làm chủ từ Quảng Ngãi tới Bình Thuận khiến sự cai trị của chính quyền Đàng Trong bị đe dọa nghiêm trọng.
Nhân nội biến ở Đàng Trong, cuối năm 1774, chúa Trịnh Sâm ở Đàng Ngoài điều đại quân vào nam để diệt họ Nguyễn. Đầu năm 1775, quân Trịnh do Hoàng Ngũ Phúc chỉ huy đánh chiếm Phú Xuân, chúa Nguyễn Phúc Thuần bỏ chạy vào Quảng Nam. Thủ lĩnh Tây Sơn Nguyễn Nhạc cũng điều quân từ Quy Nhơn ra đánh Quảng Nam. Khi Nguyễn Phúc Thuần bỏ Quảng Nam vào Gia Định theo đường biển thì Quảng Nam trở thành chiến trường giữa Trịnh và Tây Sơn.

## Lực lượng hai bên
Ngoài tướng Hoàng Ngũ Phúc vốn đã xin cáo lão được gọi lại và khởi phục ra làm đại tướng, tước Việp Quận công, Trịnh Sâm bổ dụng Phan Lê Phiên và Uông Sĩ Điển giữ chức tùy quân tham biện, Đoàn Nguyễn Thục giữ chức Đốc thị Nghệ An. Ngoài ra còn có các tướng Nguyễn Lệ, Hoàng Đình Bảo, Hoàng Phùng Cơ và Hoàng Đình Thể. Hoàng Ngũ Phúc thống lĩnh tướng sĩ 33 doanh cùng quân thủy, quân bộ các đạo Thanh, Nghệ, vùng đông nam, tổng số quân gồm ba vạn. Đại bộ phận quân Trịnh sau khi đánh chiếm Phú Xuân tiếp tục tiến Quảng Nam tác chiến.
Phía quân Tây Sơn, sau thời gian thắng lợi bước đầu ở Nam Trung Bộ, bắt đầu phải đối phó với cuộc phản công của chúa Nguyễn. Nguyễn Phúc Thuần điều Tống Phúc Hiệp, Tống Phúc Hòa từ Nam Bộ đánh ra bắc, đã chiếm lại được Bình Thuận, Diên Khánh, Phú Yên. Nguyễn Nhạc không thể mang hết quân ra chiến trường phía bắc mà phải đề phòng Tống Phúc Hiệp ở phía nam. Với động cơ tranh thủ hoàng tôn Nguyễn Phúc Dương làm con bài chính trị từ khi khởi binh, Nguyễn Nhạc vẫn tiếp tục muốn dùng con bài này trong cuộc chiến. Ông huy động các tướng người Hoa là Lý Tài, Tập Đình cùng vài chục voi chiến ra trận.

## Diễn biến

### Sáp đánh Quảng Nam
Bất chấp việc bên Nguyễn đáp ứng yêu cầu của Hoàng Ngũ Phúc khi trói quyền thần Trương Phúc Loan giao nộp, quân Trịnh vẫn tiếp tục tiến về phía nam. Viên tướng cuối cùng được chúa Nguyễn Phúc Thuần sai ra chống đỡ mặt trận phía bắc là Nguyễn Văn Chính bị quân Trịnh giết chết. Ngày Đinh mùi - tức là 28 tháng 12 năm Giáp Thìn, dương lịch là 30 tháng 1 năm 1775, quân Trịnh tiến đánh Phú Xuân. Hôm sau (29 tết), Nguyễn Phúc Thuần mang gia quyến lên thuyền đi Quảng Nam. Hoàng Ngũ Phúc thúc quân chiếm đóng Phú Xuân và toàn bộ vùng Thuận Hóa.
Nhân lúc quân Nguyễn ở Thuận Hóa bị quân Trịnh đánh bại dồn dập, thủ lĩnh Tây Sơn là Nguyễn Nhạc mang quân hai đường thủy bộ ra đánh Quảng Nam. Nguyễn Nhạc sai tướng người Hoa là Tập Đình đem quân theo đường biển vào cửa biển Đại Chiêm, còn Nguyễn Nhạc đem quân theo đường bộ đi tắt ra nguồn Thu Bồn, đánh Quảng Nam.
Tướng giữ Quảng Nam của chúa Nguyễn là Du Quận công Nguyễn Cửu Dật ra đánh quân Tây Sơn bị thua trận. Nguyễn Phúc Thuần thấy tình hình nguy cấp vội bỏ Quảng Nam theo đường biển trốn vào Gia Định, để Nguyễn Phúc Dương, lập làm thái tử đông cung ở lại Quảng Nam, đóng ở xã Câu Đê, để chống cự lại. Nguyễn Nhạc muốn dùng Phúc Dương làm con bài chính trị bèn sai một tướng người Hoa khác là Lý Tài mang quân đến Câu Đê bắt giữ Phúc Dương, đưa về Hội An.
Tháng 2 năm 1775, trong khi quân Tây Sơn bắt Phúc Dương mang về nam thì quận Việp nhận lệnh tiến đánh Quảng Nam. Quận Việp sai Phó tướng Đoan quận công Bùi Thế Đạt ở lại giữ Phú Xuân, đại quân Trịnh tiến vào Quảng Nam. Quân Trịnh vượt đèo Hải Vân, Hoàng Ngũ Phúc chia quân làm 2 đạo cùng tiến.

### Giao tranh ở Cẩm Sa
Nguyễn Phúc Thuần vội vã trốn trước, không kịp mang theo gia quyến. Hoàng Ngũ Phúc tiến vào Quảng Nam bắt được mẹ, vợ Phúc Thuần và nhiều tướng dưới quyền: các thống binh, cai cơ, tổng binh.
Ngày 9 tháng 4 năm 1775, Hoàng Ngũ Phúc đánh phá đồn Trung Sơn mới về tay quân Tây Sơn và chiếm được đồn này. Hoàng Ngũ Phúc chia quân làm 5 đội đóng đồn. Do quân Trịnh vào sâu không hợp thủy thổ và thời tiết nóng trong nam, nhiều người bị nhiễm cảm, lương thực khô cũng hết. Quận Việp không thể tốc chiến được nữa, đành cho quân nghỉ lại để chờ lương vận đến và phát tiền cho quân Trịnh đi mua lương thực.
Sang ngày 22 tháng 4, quân Trịnh đóng đồn ở sông Cẩm Lệ. Hoàng Ngũ Phúc sai Thể Trung hầu Hoàng Đình Thể, Dĩnh Vũ hầu Nguyễn Đình Đống đi tiên phong, còn bản thân quận Việp cùng Xuân Quận công là Nguyễn Nghiễm và Xán Trung hầu Bùi Bá Cầu theo sau. Nguyễn Nhạc cũng cùng Tập Đình thúc quân tiến lên.
Ngày 23 tháng 4, tiền bộ quân Trịnh tiến đến Biều Than (ghềnh Bầu), thấy quân Tây Sơn trong rừng xông ra. Nguyễn Nhạc và Tập Đình mang quân lội qua suối Trà Khê, xông vào hỗn chiến với quân Trịnh. Quân Trịnh chưa kịp bày súng nạp đạn, phải mang gươm giáo ra giao chiến. Hoàng Ngũ Phúc sai Hoàng Đình Thể, Hoàng Phùng Cơ cùng hơn 10 tướng thúc voi vào trận, khí thế rất hăng. Nguyễn Nhạc và Tập Đình không chống nổi, phải men theo khe rút chạy. Quân Trịnh đuổi theo, nước suối cao đến bành voi, các tướng Trịnh ngồi trên voi tác chiến, đâm chém quân Tây Sơn. Tổng số thiệt hại của quân Tây Sơn trong lần đụng độ này là 4 tỳ tướng và 80 binh sĩ thiệt mạng, 1 tỳ tướng và 15 quân lính bị bắt.
Ngày 24 tháng 4, tiên phong quân Trịnh là Hoàng Đình Thể tiến đến Cẩm Sa. Nguyễn Nhạc và Tập Đình tập trung quân lại gom được 6000 người cùng 30 thớt voi, chia làm 5 đường đón đánh. Nguyễn Nhạc sai Tập Đình làm tiên phong, Lý Tài làm trung quân.
Quân của Tập Đình đều người Quảng Đông, đầu đội vải đỏ, cổ đeo giấy vàng, giấy bạc, tay cầm lá chắn bằng mây và siêu đao lớn, cởi trần xông pha đâm chém, không xếp thành hàng lối mà theo lệnh xông vào trận đánh bừa. Khí thế quân Tây Sơn rất hung dữ khiến đội tiền quân của Hoàng Ngũ Phúc không thể địch nổi.
Nha hiệu của Hoàng Ngũ Phúc là Quế Vũ bá bị quân Tập Đình giết tại trận. Trong hàng ngũ quân Trịnh, thuộc tướng Hoàng Đình Thể, Hoàng Phùng Cơ đem kỵ binh nhanh nhẹn vào phá trận, giết chết được 19 quân Tây Sơn. Hoàng Ngũ Phúc nhân thấy quân Tập Đình yếu thế bèn lùa quân ồ ạt tiến đánh. Cả tượng binh quân Trịnh cũng vào trận. Quân Tây Sơn bị voi giày hoặc bị giết gần 100 người và 1 voi chiến, còn 2 voi khác bị quân Trịnh đoạt được. Quân Tây Sơn tan vỡ bỏ chạy. Quận Việp thúc quân đuổi theo bốn phía.
Quân Tây Sơn còn một đội phía sau, đánh trống giương cờ trong rừng làm nghi binh, ngầm mai phục ở trong ấp Biều Mang để đánh tập hậu quân Trịnh. Phía quân Trịnh có tướng Nguyễn Đình Đống chặn đánh, phá tan cánh quân này. Quân Tây Sơn mấy cánh đều bị bại trận, cùng nhau chạy qua cầu phao trốn. Quân Trịnh truy kích bắt được 59 quân sĩ Tây Sơn.
Đạo thủy binh Tây Sơn của Tập Đình rút lui theo cửa Đại Chiêm. Cánh thủy quân Trịnh do Nghi Trung hầu án ngữ ở cửa biển bắn phá được 2 thuyền Tây Sơn, cướp được 3 chiếc thuyền khác, bắt sống 7 viên tướng và 79 quân lính Tây Sơn. Tập Đình ra biển rồi bỏ chạy tháo thân về Trung Quốc.
Bộ binh của Nguyễn Nhạc và Lý Tài rút về phía nam theo hướng Quảng Ngãi, đóng lại ở Bản Tân thế thủ.
Quận Việp thúc quân đuổi tới Thanh Hà thì dừng lại. Từ đó Quảng Nam thuộc về Bắc Hà. Tổng số quân Tây Sơn bị giết và bị bắt trong trận này khoảng gần 400 người.

## Hậu quả và ý nghĩa
Từ sau khi thua trận ở Cẩm Sa, tình hình quân Tây Sơn nguy cấp. Phía nam, Tống Phúc Hiệp từ Nam Bộ tiến ra đánh Phú Yên. Nguyễn Nhạc lo lắng vì hai đường đều có địch.
Nguyễn Nhạc phải sai thuộc hạ là Phan Văn Tuế đem voi ngựa, vàng lụa, dâng sổ sách ba phủ Quảng Ngãi, Phú Yên và Quy Nhơn đến xin hàng Trịnh và xin làm tiền khu đánh chúa Nguyễn. Hoàng Ngũ Phúc tin lời, nhân dâng biểu về Thăng Long xin cho Nguyễn Nhạc giữ chức Tây Sơn trại trưởng Tráng tiết tướng quân; rồi sai người gia khách giữ công việc thư ký là Nguyễn Hữu Chỉnh đem sắc, ấn, cờ và kiếm ban cho Nguyễn Nhạc.
Hoàng Ngũ Phúc thúc quân tiến đến đóng ở Chu Ổ thuộc huyện Bình Sơn, địa đầu Quảng Ngãi. Nguyễn Nhạc sai người đến tạ ơn, dâng tờ tấu, xin được ban khôi giáp và tiến cử em là Nguyễn Huệ. Hoàng Ngũ Phúc nhận lời, ban cho khôi giáp và phong Nguyễn Huệ làm Tiên phong tướng quân.
Trận Cẩm Sa là cuộc đụng độ đầu tiên giữa quân Trịnh và quân Tây Sơn trong lịch sử Việt Nam trong bối cảnh cùng chung mục tiêu ban đầu là diệt chúa Nguyễn. Địa bàn chúa Nguyễn để lại khiến hai bên tranh giành và mở ra cuộc chiến. Tuy nhiên, vì lý do sinh tồn, Nguyễn Nhạc sau thất bại đã phải lập tức quy thuận để tập trung vào chiến trường miền nam.
Đối với Bắc Hà, thắng lợi Cẩm Sa khiến vùng đất do chính quyền Lê - Trịnh trực tiếp quản lý lần đầu tiên được mở đến tận Quảng Nam sau hơn 200 năm. Trên danh nghĩa, Tây Sơn đã quy thuận, vùng đất thuộc Lê - Trịnh còn bao gồm vùng đất trong tay Tây Sơn kéo dài tới Phú Yên. Trận thắng này cũng là thắng lợi cuối cùng của quân Trịnh trong cuộc Nam tiến. Thậm chí đây là thắng lợi cuối cùng của họ Trịnh trong sự nghiệp cầm quyền.
Không lâu sau, quân Trịnh bị dịch bệnh hoành hành, quân bị thương vong khá nhiều, thậm chí nhiều hơn số quân Tây Sơn bị giết và bị bắt trong trận Cẩm Sa: hơn 3000 người nhiễm bệnh, hơn 600 người chết. Bản thân quận Việp và quận Xuân chỉ vài tháng sau đã ốm yếu rã rời tới mức không thể tự đi đứng được, đều phải có người hầu nâng nhấc. Cuối năm 1775, Hoàng Ngũ Phúc phải kiến nghị Trịnh Sâm bỏ Quảng Nam rút về Thuận Hóa rồi trở về bắc. Trịnh Sâm chấp thuận.
Thế lực họ Nguyễn ở Quảng Nam thấy quân Trịnh rút đi bèn nổi dậy định chiếm cứ nhưng Nguyễn Nhạc đã điều binh đánh tan lực lượng này và chiếm Quảng Nam. Trịnh Sâm thấy Quảng Nam xa xôi hiểm trở và ngại dùng binh, nhân đấy mới trao cho Nguyễn Nhạc trấn giữ.